# Cox Orange

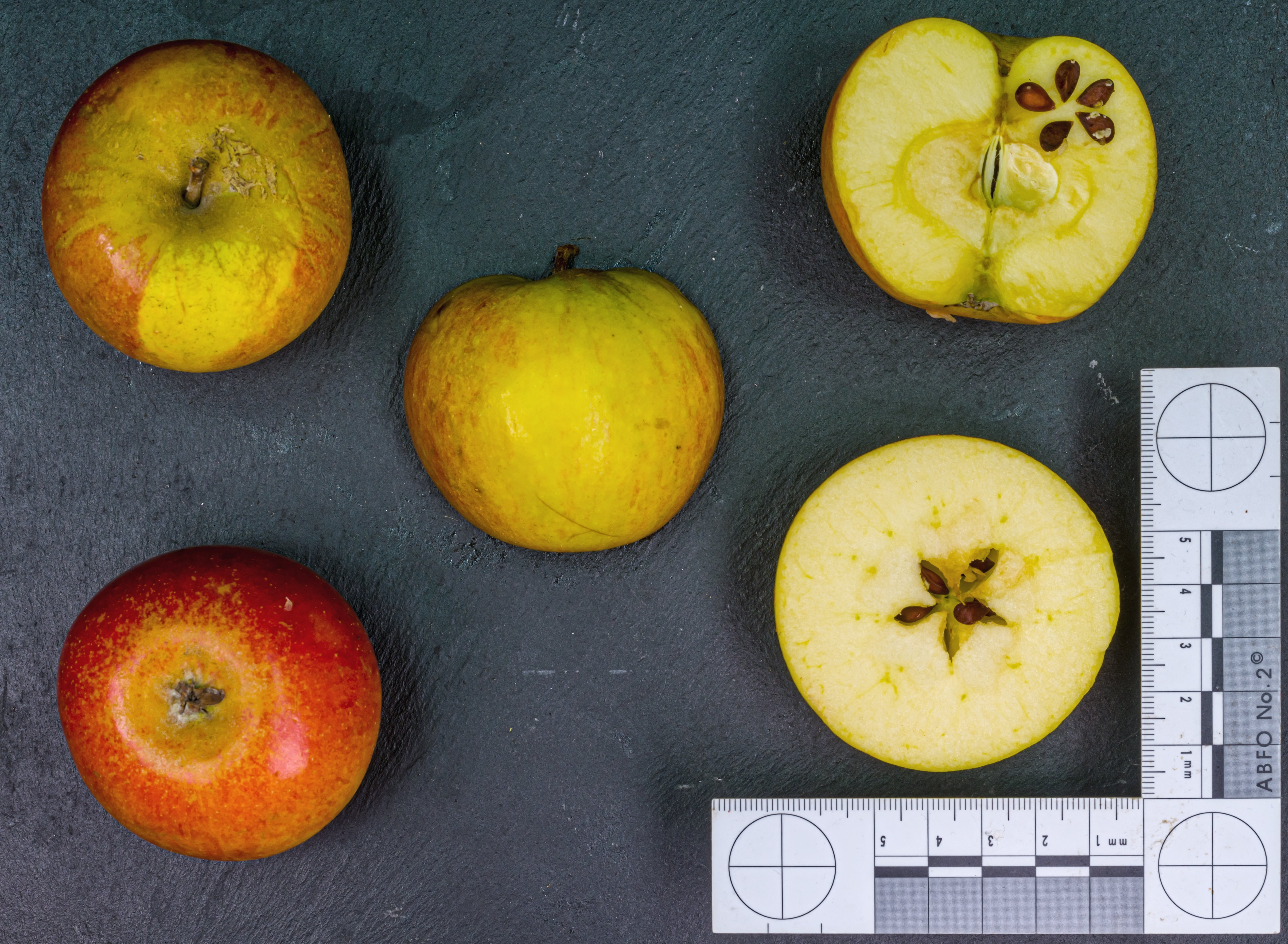
Querschnitte durch die Frucht

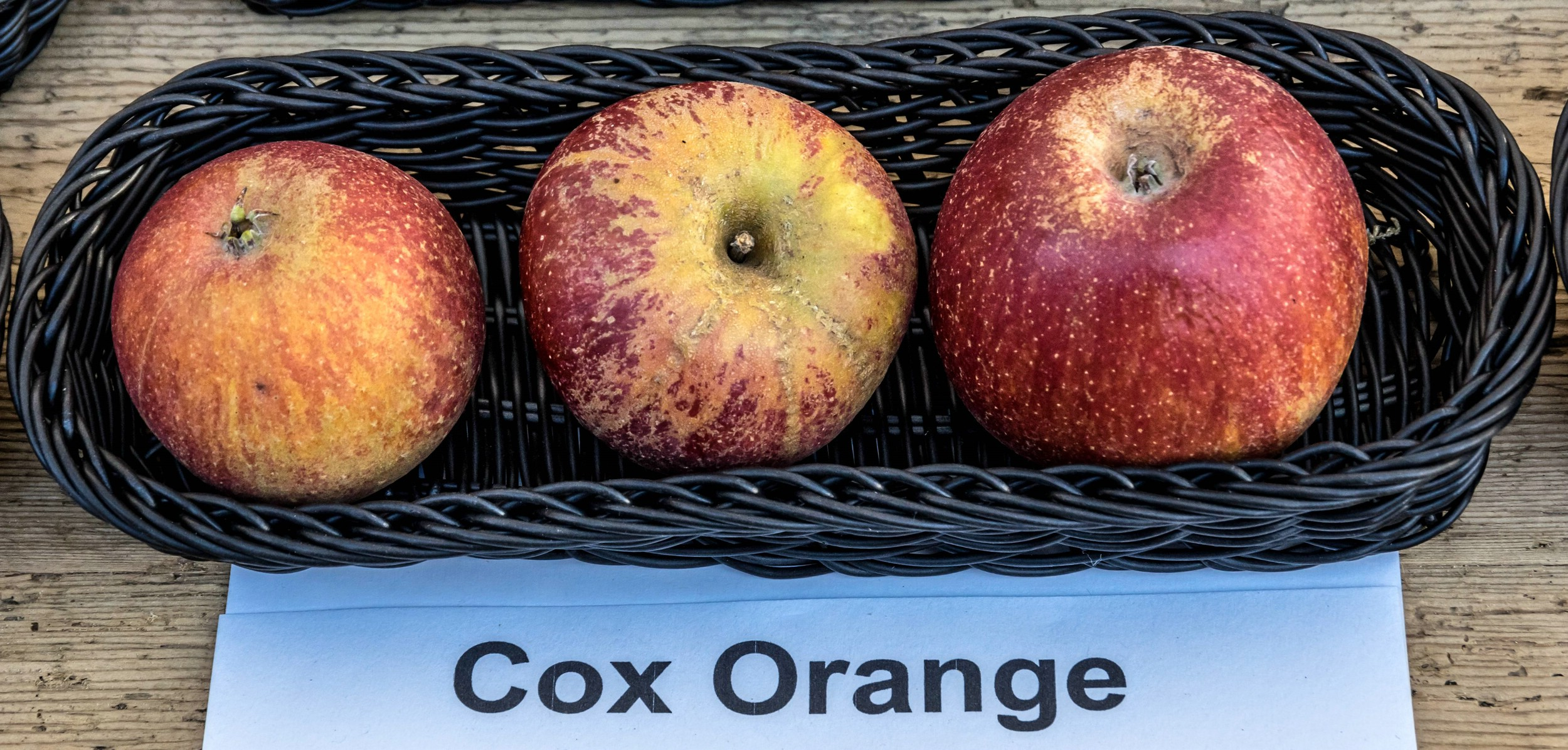
Bilder der Frucht

Der Cox Orange ist eine zu den Renetten zählende Sorte des Kulturapfels (Malus domestica). Der Apfel wurde im frühen 19. Jahrhundert in England als Sämling eines Ribston Pepping entdeckt. Im Vereinigten Königreich zählt er zu den beliebtesten Apfelsorten und wird dort oft als typischer Repräsentant englischer Lebensart gesehen. Cox Orange hat eine braun-orange Färbung auf gelb-grünem Grund. Er ist fest, aber nicht knackig.
Als Winterapfel braucht der Cox Orange gut belüftete Böden mit hoher Wasserkapazität, feuchte Sommer mit wenig Hitze und feuchte Winter. Er wächst am besten in einem maritimen Klima. Wie alle roten Apfelsorten ist auch Cox Orange für die globale Erwärmung besonders anfällig. In Deutschland und der Schweiz wird er nur auf jeweils 1 % der für Apfelanbau genutzten Fläche angebaut. Im Vereinigten Königreich war Cox Orange bis 2011 die dominante Sorte, die bis zum Beginn des 21. Jahrhunderts auf mehr als der Hälfte der Flächen stand. Obwohl Cox Orange schwieriger im Anbau und schlechter zu lagern ist als die meisten anderen global gehandelten Apfelsorten, konnte er sich aufgrund seines Aromas im Handel behaupten.
Von Cox Orange stammen weitere bekannte Apfelsorten wie Holsteiner Cox, Alkmene, Rubinette und Shampion ab. Cox ist auch direkter Vorfahr von Elstar, Gala und Pinova.

## Beschreibung

### Frucht: Form und Farbe

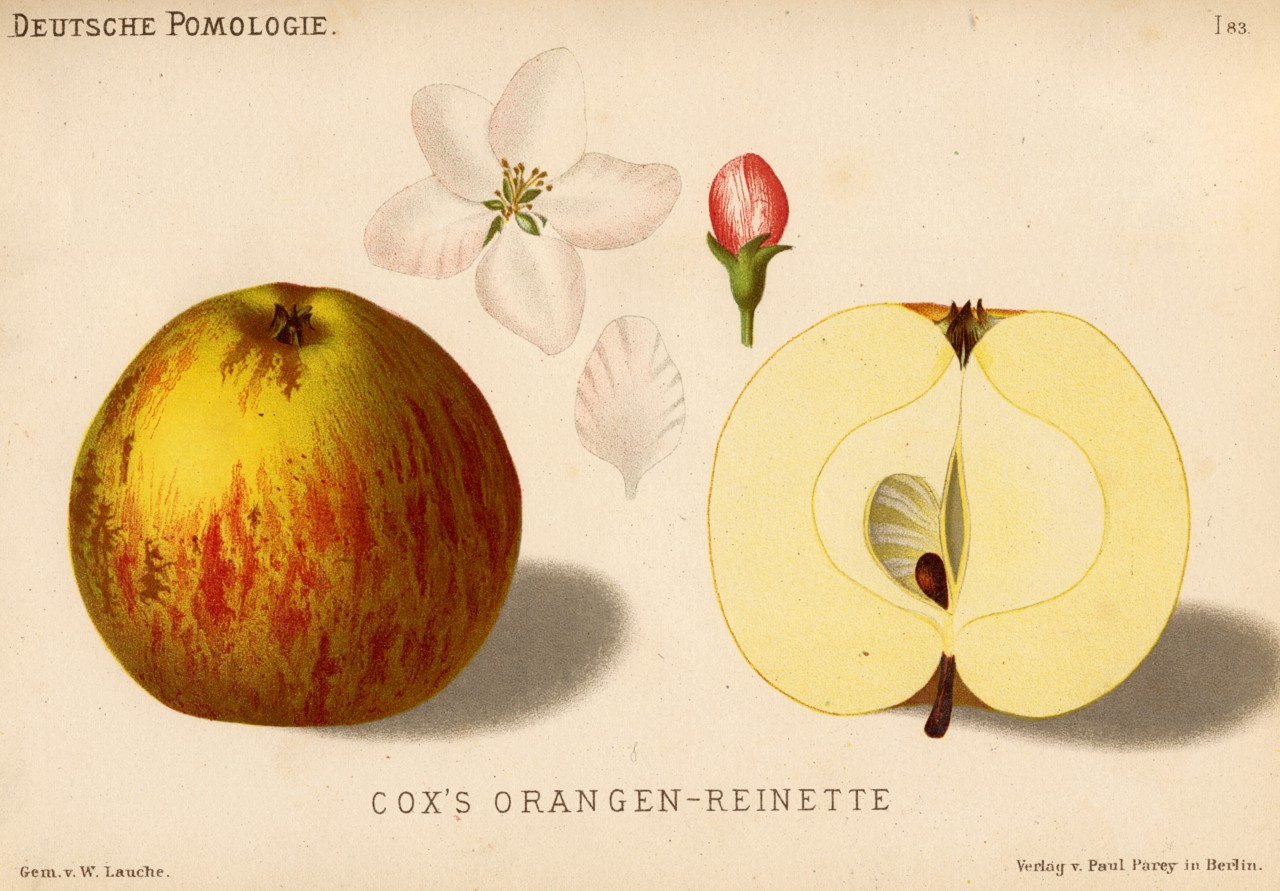
Cox Orange in der Deutschen Pomologie von Wilhelm Lauche

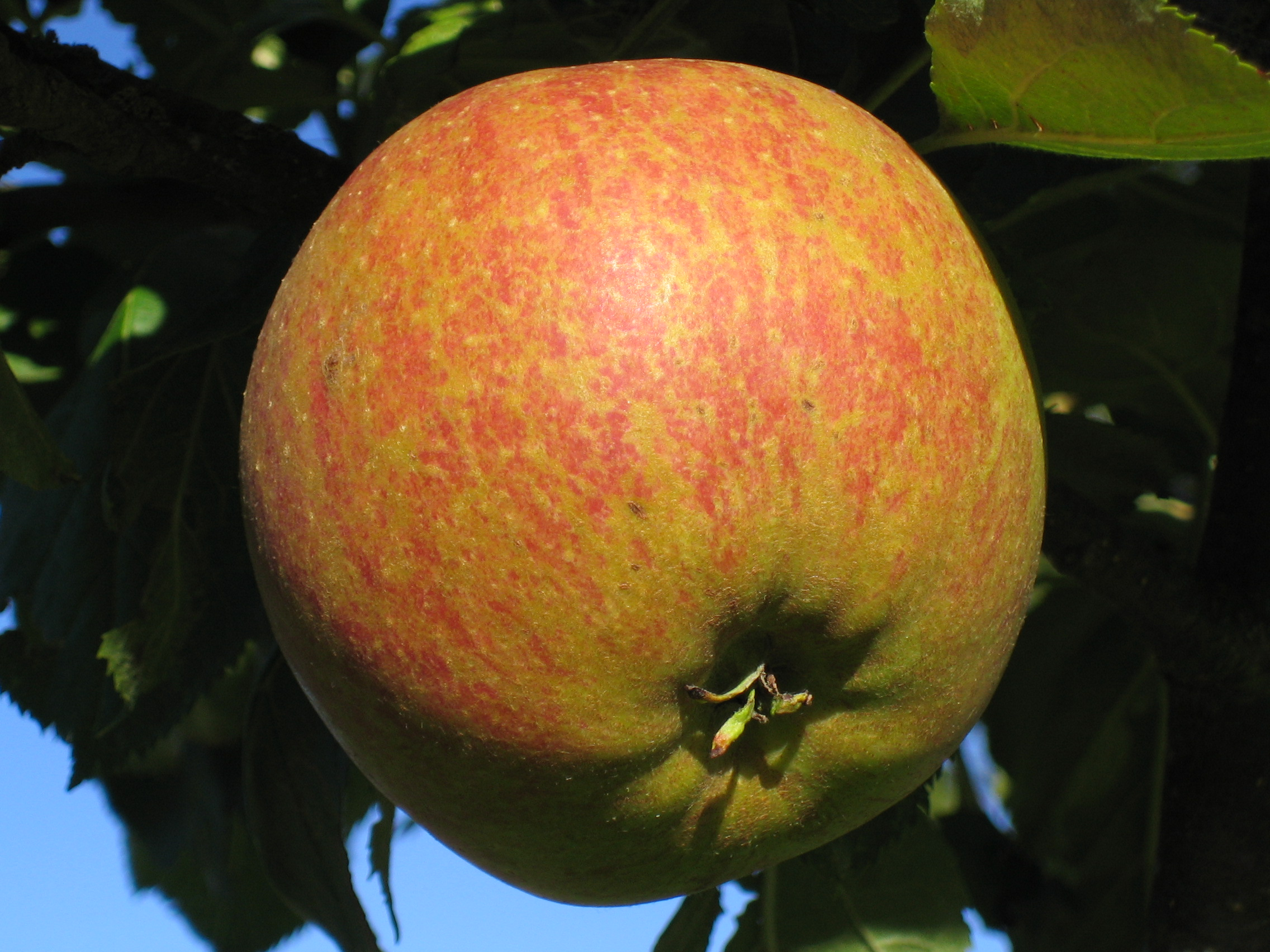
Cox Orange

Cox-Orange-Äpfel sind im Vergleich zu anderen Äpfeln mittelgroß. Sie haben ein mittleres Fruchtgewicht von 115 Gramm, bei einer Dichte von 0,84 g/cm³. Der Apfel ist breiter als hoch, in den meisten Fällen ist er aber recht gleichmäßig gebaut. Der Fruchtform-Index (Höhe geteilt durch Durchmesser) beträgt 0,83 bei einer Streuung zwischen 0,78 und 0,90. Die größte Breite erreicht der Apfel etwa in seiner mittleren Höhe.
Der Apfel ist ausgeprägt zweifarbig. Auf einer gelb-grünen Grundfärbung zeigt sich auf der Sonnenseite eine leichte orange bis erdbeerrote Färbung. Die Farben sind besonders ausgeprägt, wenn einige kühle Nächte der Ernte direkt vorausgingen. Die Haut des Cox Orange ist normalerweise trocken, kann aber eine Wachsschicht ausbilden. Die Lentizellen auf der Haut des Apfels zeigen sich unregelmäßig, teilweise als Roststernchen und teilweise als helle Pünktchen. Auf der Schale ist oft auch netzartiger Rost. Auch um die Kelchgrube finden sich oft feinschuppige, zimtfarbene Rostkappen.
Der Kelch selbst ist mittelgroß und halboffen. Die grünen Blättchen haben eine lanzettliche Blattform und haben auswärts gebogene braune Spitzen. Sie sind am Grund getrennt. Die Kelchgrube ist tellerartig flach bis wenig tief und klein bis mittelgroß. Sie ist oft feinschuppig und über den Rand hinaus berostet. Die Kelchfläche ist kleiner als die Stielfläche. Der Stiel ist kurz bis mittellang, mitteldick und knopfig. Der Stiel von Früchten, die in der Mitte eines Fruchtstands wuchsen, ist oft kurz und wulstig, und er bricht leicht ab. Die Stielgrube ist eng und eher tief. Sie ist oft berostet oder rissig.
Das Kernhaus ist mittelgroß und nahe dem Kelch. Die Mittelachse im Kernhaus ist hohl. Die schwarzbraunen Samen mit weißer Spitze kommen in verschiedenen Mengen und verschiedenen Formen vor. Die Leitbündel im Apfel sind unauffällig.
Nach Beschädigungen können sich sogenannte Warzen bilden, hin und wieder an der Längsseite Roststreifen. Wenn der Apfel von der Fruchtfäule befallen ist, ist die Schale trocken, angeraut, stumpf und weich.

### Frucht: Textur und Geschmack
Die Textur des Apfels ist fest, aber nicht knackig. Die Farbe des Fleisches ist grünlichgelb bis cremefarben. Es ist feinzellig mit kurzem Bruch und saftig. Später nach der Ernte wird es mürbe oder weich.
Der Geschmack ist laut The New Oxford Book of Food Plants eine angenehme Balance aus Süße und Säure, die von einem intensiven Geruch begleitet wird. Der Gesamteindruck sei „perfekt“ und laut dem Obstsorten-Atlas „einmalig“. Tests der Aromaforschung konstatierten für Cox Orange ein intensiv aromatisches Fruchtfleisch, das ausgebildete Tester als süß, fruchtig, birnenähnlich beschrieben.:191 Als besonderer Vorzug des Cox gilt seine Eigenschaft, keine dominierende Geschmacksrichtung, sondern eine große Zahl verschiedener und sich ergänzender Geschmacksnuancen hervorbringen zu können.
Der Apfel bekommt sein typisches Aroma vor allem durch die flüchtigen organischen Verbindungen Buttersäureethylester, Acetaldehyd, 2-Methyl-1-butanol und Ethylisobutyrat. Insgesamt fanden Forscher achtzehn wirksame Duftstoffe im Fruchtfleisch eines Cox Orange.:192 Je später der Apfel geerntet wird, desto geringer ist sein Anteil an titrierbarer Gesamtsäure und desto süßer wirkt sein Geschmack.

### Blüten und Vermehrung

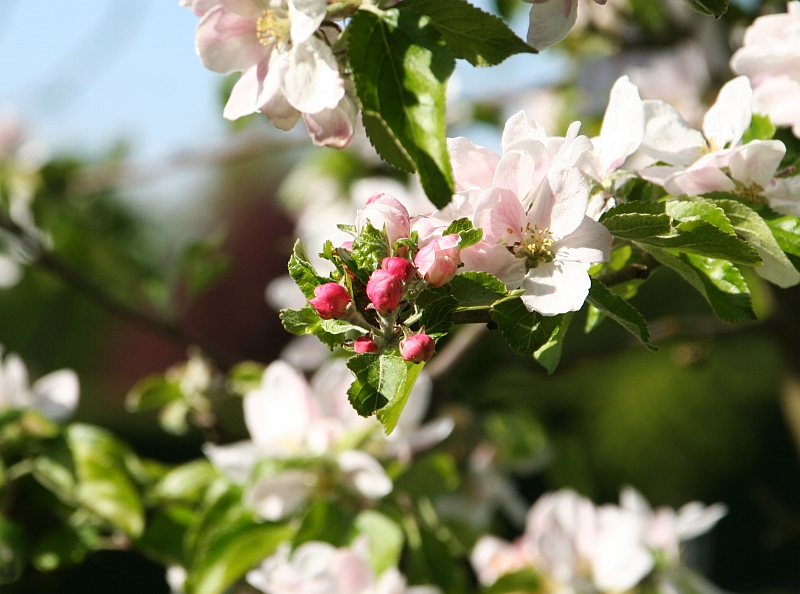
Cox-Blüten

Der Baum ist diploid und damit prinzipiell gut zur Befruchtung anderer Sorten geeignet. Cox ist häufig parthenokarp, das heißt, Früchte an Cox bilden sich auch ohne Befruchtung. Insbesondere die von Cox Orange abstammenden Sorten ‘Karmijn de Sonnaville’ und ‘Holsteiner Cox’ können durch Cox nicht befruchtet werden. Der Baum blüht mittelfrüh und lässt sich im deutschen Anbau gut durch ‘Alkmene’, ‘Berlepsch’, ‘Goldparmäne’, ‘Golden Delicious’, ‘Gloster’, ‘Glockenapfel’, ‘James Grieve’, ‘Idared’, ‘Ingrid-Marie’, ‘Jonathan’, ‘Klarapfel’, ‘Jamba’, ‘McIntosh’ oder ‘Ontario’ befruchten.
Die Zahl der Blüten beträgt vier bis neun, bei einem Mittelwert von sechs. Der Blütenstand ist gemessen an anderen Äpfeln klein, die Stiele sind dicht und behaart und dichtstehend. Die Mittelblüten und subterminalen Blüten, die Blüten am Ende des Blütenstandes, können gehemmt sein. Bei den einzelnen Blüten berühren sich die fünf mittelgroßen Kronblätter. Sie sind lang-genagelt, mittelgroß und rund oder langoval. Die sechs bis neun Primärblätter sind klein und elliptisch. Diese welken rasch. Die Kelchblätter sind langspitzig, abwärts geformt, stoßen krallenartig an und haben weinrote Spitzen. Die Griffel sind so lang wie die Staubblätter, teilweise auch länger.

### Holz und Blätter
Die Bäume sind im Verhältnis zu anderen Apfelbäumen mittelgroß. Sie sind ertragreich mit hohen Behangdichten. Sie haben eine Kugel- beziehungsweise Pyramidenform, dabei lange und dünne Triebe. Im Erwerbsanbau werden regelmäßig Sommerschnitte durchgeführt, die zu einer regelmäßigeren Triebigkeit und zu einer gleichmäßigen Verteilung der Blüten führen. Der Baum hat schmale, mittelgroße Blätter. Da er hiervon sehr viele hat, bilden sie eine dichte, feine Belaubung. Die Blätter sind hell, grünlich schimmernd und oft nach innen gewölbt. Sie sind am Rand oft wellig und fein bis mäßig gekerbt. Ihr Grund läuft spitz zu.
Die Früchte wachsen hauptsächlich an den zweijährigen Langtrieben mit ihren seitlichen einjährigen Kurztrieben. An den Kurztrieben wachsen die Früchte am Ende des Triebs. Entstehen aus diesen Kurztrieben mehrjährige fruchttragende Triebe, werden diese als Quirlholz bezeichnet. Die Langtriebe sind häufig nur am Kopf verzweigt und an der Basis verkahlt. Einjährige Langtriebe können gelegentlich auch Früchte tragen, diese werden aber meist wegen minderer Qualität nicht in den Handel gebracht. Älteres Holz ist ockergelb.

## Geschichte

### Züchtung und Verbreitung

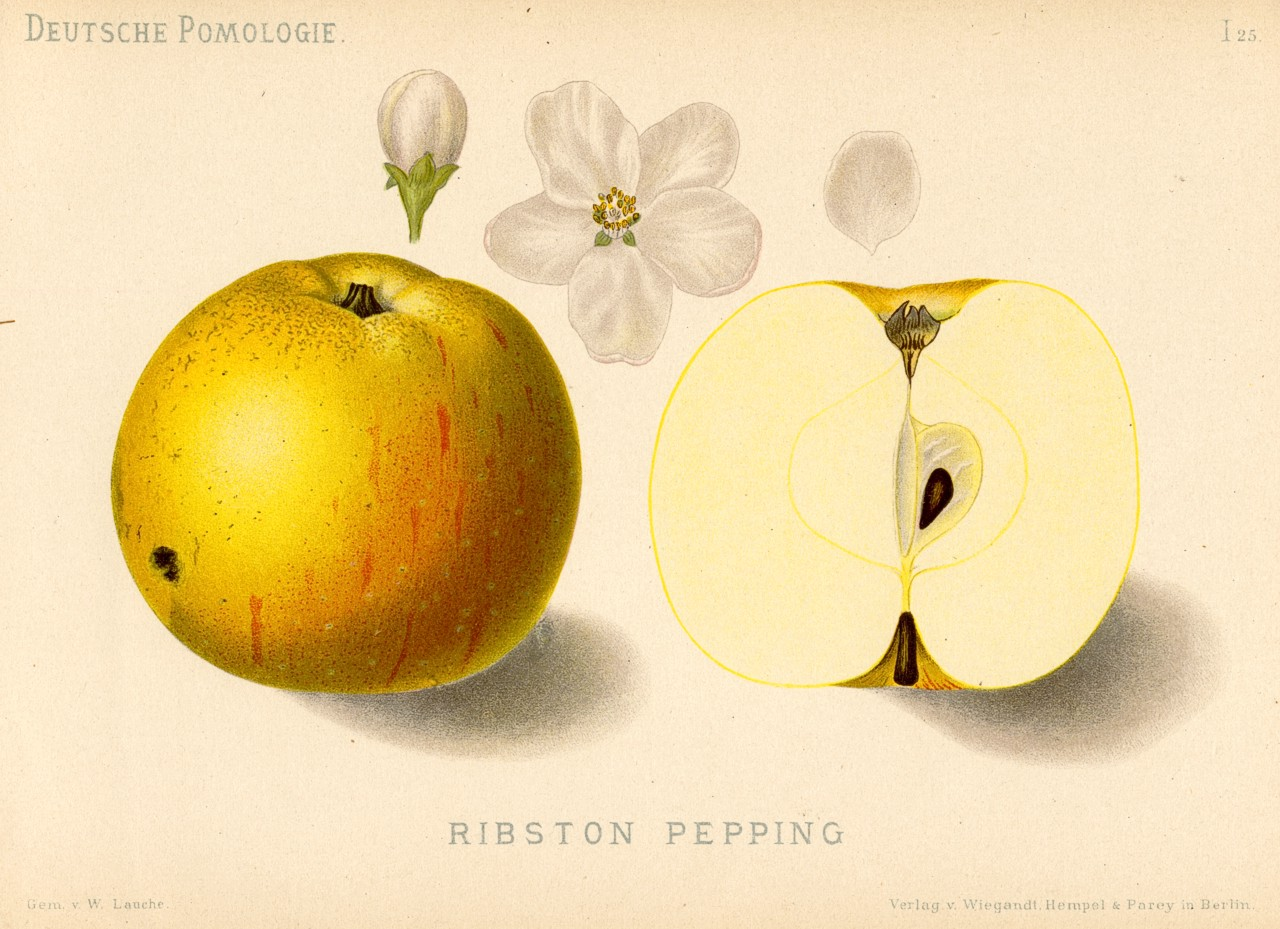
Vermutlicher Vorfahr: Ribston Pepping

Der Cox Orange wurde 1825 von dem Brauer und Hobbygärtner Richard Cox auf seinem Anwesen Colnbrook Lawn in Colnbrook, Buckinghamshire (England) angeblich als Sämling eines frei abgeblühten ‘Ribston Pepping’ selektiert. Neuere molekulargenetische Analysen legen hingegen als eine Elternsorte die im viktorianischen England sehr populäre Sorte Margil nahe, die mit einer unbekannten, heute wahrscheinlich verloren gegangenen Varietät bestäubt worden war. Cox Orange stammte aus denselben Zuchtversuchen wie die in England zeitweise auch sehr populäre Sorte ‘Cox Pomona’. Der Züchter selbst bemühte sich aber nicht um eine Weiterverbreitung des Apfels, sondern zog ihn nur in seiner Baumschule in Colnbrook auf. Der Originalbaum stand bis zum Jahr 1911, dann wurde er von einem Sturm zerstört.
Ab 1850 wurde der Apfel von der Baumschule Small verbreitet und seit 1854 regelmäßig auf Ausstellungen gezeigt. Seinen nationalen Durchbruch hatte er auf der Fruit Show der Horticultural Society im Oktober 1857, als er den bisherigen Liebling, Ribston Pepping, in der Wertung der Juroren klar übertraf. Zu dieser Zeit gab es bereits mehrere Apfelsorten, die als „Orange“ oder „Orange Pippin“ vertrieben wurden. Der bekannteste davon war der ‘Isle of Wight Pippin’. Small and Sons versahen ihn deshalb mit der Zuordnung als „Cox’s“ Orange Pippin. Trotz dieser Auszeichnung dauerte es über hundert Jahre, bis die Royal Horticultural Society, der Nachfolger der Horticultural Society, Cox im Jahr 1962 die höchste Auszeichnung eines Erste-Klasse-Zertifikats verlieh. Der Apfel war zu dieser Zeit bereits viele Jahrzehnte Marktführer im Vereinigten Königreich. Seit 1862 wurde die Sorte im kommerziellen Maßstab angebaut. Schon nach wenigen Jahren begann sie, die damaligen englischen Lieblingssorten ‘Schöner aus Bath’ und ‘Worcester Pearmain’ an Beliebtheit zu übertreffen.
Bis ins späte 19. Jahrhundert rivalisierten Cox Orange und Ribston Pepping um den Ruf des am besten schmeckenden aller britischen Äpfel. Ihr Aroma ähnelt einander, jedoch ist der Cox etwas süßer. Während Cox-Anhänger dies anpriesen, lobten Anhänger des ‘Ribston Pepping’ dessen ausgewogeneren, vielfältigeren Geschmack gegenüber dem „zu süßen“ Cox.
In Deutschland galt der Apfel 1870 zusammen mit dem ‘Schöner aus Boskoop’ und der ‘Ananasrenette’ noch als „wenig oder gar nicht bekannte Sorte, deren Anbau zu empfehlen ist.“
Aufgrund der hohen Anfälligkeit für Krankheiten geriet der Apfel um die Wende vom 19. zum 20. Jahrhundert eine Zeit lang aus der Mode. Nach der Einführung von Schwefelkalk (Calciumpolysulfid) als Pflanzenschutzmittel um 1920 gewann er jedoch wieder an Popularität.

### Cox Orange als Symbol der Englishness

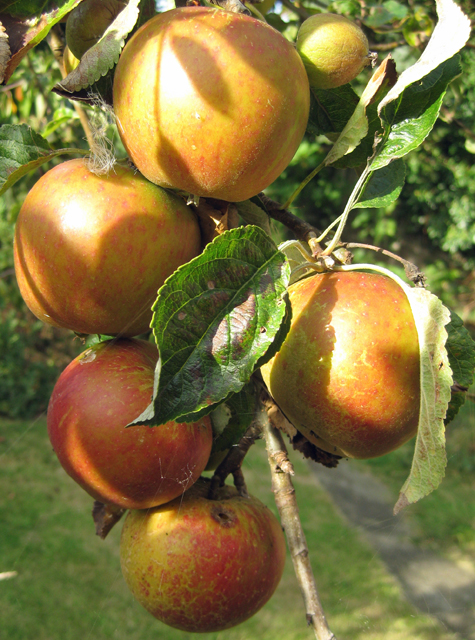
Cox-Äpfel in einer englischen Plantage

Cox Orange wächst unter den Bedingungen in Südengland ideal, und er hatte dort immer seine größte Verbreitung. Für viele Engländer symbolisierte er den englischen Herbst und galt als etwas typisch Englisches. George Orwell beschrieb den Apfel 1945 in seinem Essay In Defence of English Cooking als besten der außergewöhnlich guten englischen Äpfel. Orwell, der selbst in den 1930ern einen Cox-Baum in seinem Garten gepflanzt hatte, erfüllte diese Tat auch noch 1946 mit Stolz: Ich hatte noch nie einen Apfel von diesem Baum. Aber jemand anderes wird dort eines Tages ernten. An ihren Früchten sollt ihr sie erkennen, und Cox ist eine gute Frucht, um daran erkannt zu werden.
Der irische Schriftsteller Brendan Behan schildert in seinem autobiographischen Werk Borstal Boy (1958), wie er als junger Häftling in England einen ganzen Herbst lang Äpfel pflücken musste, in der Reihenfolge ihrer Reifezeit erst die ‘Worcesters’, dann die ‘Early River’s’ und die ‘Victoria’s’, und dabei essen durfte, so viel er wollte. Die Cox Orange hingegen galten als zu kostbar, wurden streng bewacht und von bezahlten Pflückern geerntet (They’re the best bastard apples of the lot […] Cox’s Orange Pippins. They got a special squad picking 'em, and all). Der britische Regisseur Michael Powell beschrieb sich selbst in seiner Autobiographie als „English bis ins Mark, so Englisch wie ein Cox Orange.“ Die britisch-kanadische Restaurantkritikerin Gina Mallet schreibt in ihrer Autobiographie Last Chance to Eat über den Apfel: Für England war der großartigste Apfel der Welt der Cox Orange – jede Nation denkt so über ihren Lieblingsapfel. Der Independent beschrieb 2007 in einem Lobesartikel über britische Äpfel generell den Cox Orange als „Gipfel der Äpfel, Zenit der Äpfel, Spitze der Äpfel“.
In Colnbrook selbst erinnert allerdings wenig an die Entdeckung des Apfels. Der Ort, der heute im direkten Umfeld des Flughafens London Heathrow liegt, wird von Wohnhochhäusern und einem Parkplatz eingenommen. Verborgen sind dort jedoch noch einige Überreste von Cox’s Garten zu finden. In der Nähe in Colnbrook existiert seit 1992 ein Obstgarten, Pippins Park, in dem einige Apfelbäume, darunter Cox Orange und ‘Cox Pomona’, stehen; in diesem Garten wird auch an Richard Cox und den Cox Orange erinnert.

### Zurückgehender Anbau seit dem Ende des 20. Jahrhunderts

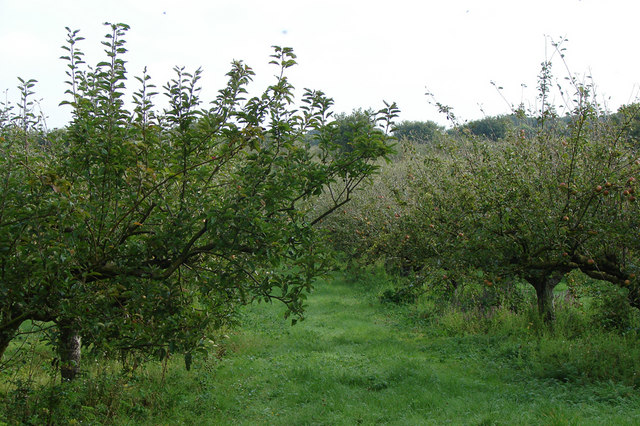
Apfelplantage für Selbstpflücker mit Cox und Laxton’s Fortune in Norfolk

Cox Orange war über Jahrzehnte eine der am weitesten verbreiteten Sorten auf dem Weltmarkt. Vor allem war sie in Europa verbreitet. Aber auch dort hat sie in den letzten Jahren an Bedeutung verloren. Andere Märkte wie Asien, auf denen Cox nie eine starke Stellung hatten, haben heute hingegen an Bedeutung gewonnen. Im Jahr 2000 produzierte die Welt (ohne China) etwa 218.000 Tonnen Cox Orange, während von den Sorten ‘Red Delicious’ und ‘Golden Delicious’ etwa fünf Millionen Tonnen produziert wurden, von ‘Gala’ oder ‘Fuji’ knapp zwei Millionen Tonnen.
Der Apfel war hundert Jahre lang der beliebteste Apfel des Vereinigten Königreichs. Das Hauptanbaugebiet dort ist Kent. Erst 2010 konnte ihn die ganzjährig erhältliche Sorte ‘Gala’ ablösen. Vom Cox Orange wurden zu dieser Zeit im Vereinigten Königreich gut 20.000 Tonnen im Jahr gegessen. Zwischen 2000 und 2010 verminderte sich die britische Anbaufläche von Cox Orange um die Hälfte. Waren Anfang der 1990er noch 70 % aller im Vereinigten Königreich angebauten Äpfel Cox Orange (im weiten Abstand gefolgt von ‘Egremont Russet’), so war der Anteil von ‘Royal Gala’ im Jahr 2010 schon fast genauso hoch wie von Cox. Im Jahr 2011 übertraf der besser aussehende und handelsfreundlichere ‘Gala’ erstmals Cox Orange in der Produktion.
Neben England erfolgt heute noch nennenswerter Anbau der Sorte in Neuseeland und an der Ostküste der Vereinigten Staaten. In den USA ist der Apfel in Supermärkten fast nicht existent, dafür aber beliebte Sorte auf Wochenmärkten und für Selberpflücker. Andere Länder, in denen kommerzieller Cox-Orange-Anbau stattfindet, sind die Niederlande, Belgien, Australien, Frankreich, Schweden und Dänemark.
In Deutschland geht der Anbau von Cox Orange seit Jahrzehnten kontinuierlich zurück. War Cox Orange im Jahr 1972 mit 20 % der angebauten Äpfel noch die zweitwichtigste Sorte deutscher Obstbauern, sank sein Anteil bis 2002 auf 4,5 %. Im Jahr 2011 wurde Cox Orange nur auf 302 Hektar angebaut, das entspricht 1,1 % der Fläche im gesamten deutschen Apfelanbau. Der klimatolerantere Cox-Abkömmling ‘Rubinette’ konnte dagegen an Anbaufläche gewinnen. In Deutschland ist der Apfel von September bis April aus deutschem und niederländischem Anbau im Handel, und von April bis Juli aus Neuseeland.
In der Schweiz ist Cox Orange ebenfalls eine Nischensorte für spezielle Anbaugebiete. Im klimatisch begünstigten Bodenseegebiet wurden Anfang der 1990er noch knapp 9 % der Fläche im Obstanbau mit Cox Orange bepflanzt. In Österreich spielt der Apfel nur eine Nischenrolle und ist im kommerziellen Anbau ohne Bedeutung.

## Anbau

### Klima und Boden

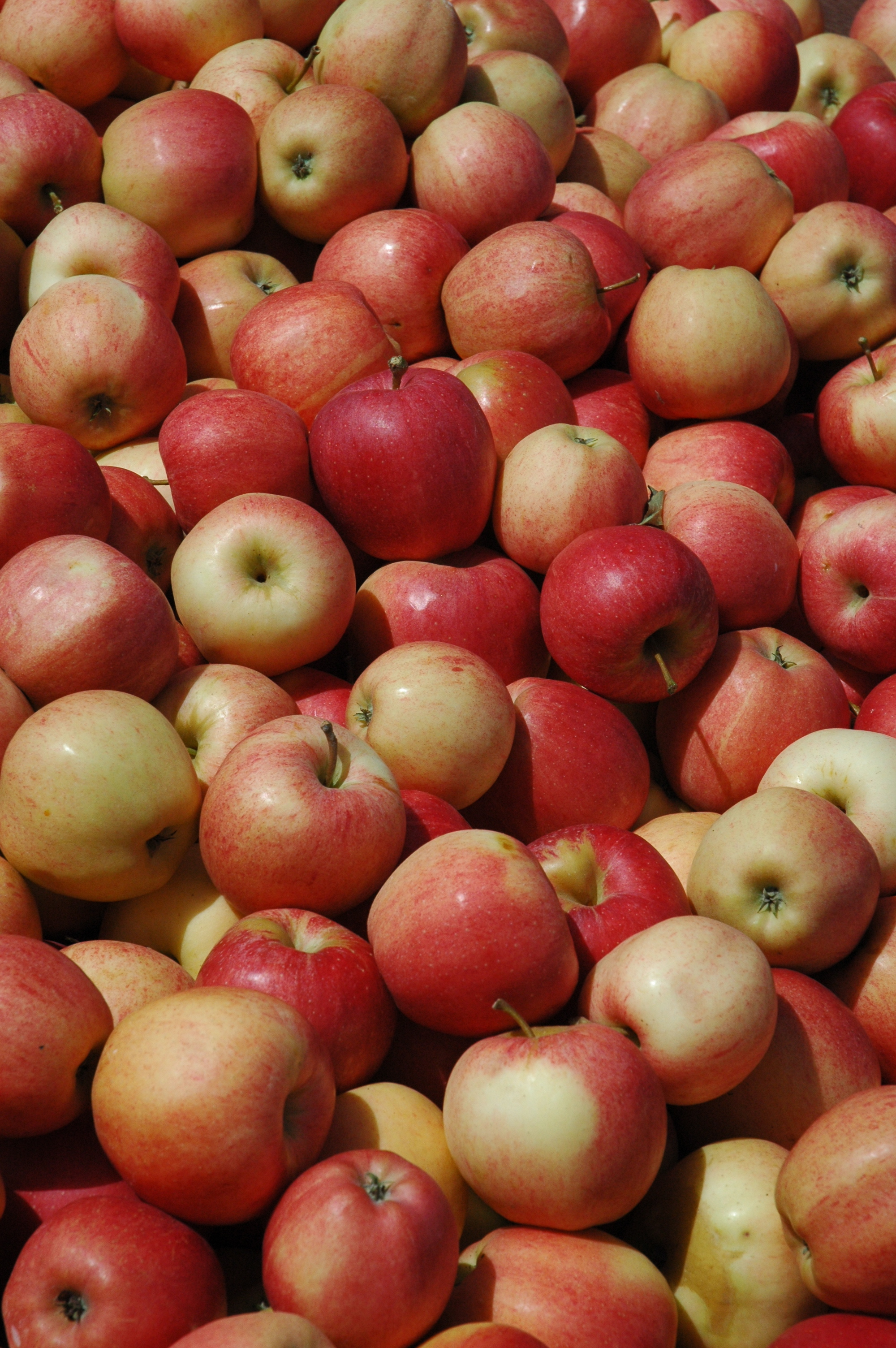
Cox-Äpfel nach der Ernte

Die Äpfel des Cox Orange reifen in Europa Ende September. In England sind die Früchte etwa fünf Monate nach der Blüte reif, und der Apfel ist eine späte Sorte. In Neuseeland hingegen dauert der Prozess nur dreieinhalb Monate, und Cox Orange gilt als frühe Sorte. Der Baum blüht schwach in der Mitte der Saison und ist eingeschränkt selbstbefruchtend. Auf Extremfröste im Winter sind die Bäume mittelmäßig anfällig. Spätfröste wirken sich vergleichsweise stark auf die Produktivität des Apfels aus, da die Blüten relativ frostempfindlich sind. Hohe Temperaturen nach der Blüte befördern eine hohe Produktivität, während hohe Temperaturen im späten Winter und vor der Blütezeit die Produktivität beeinträchtigen.
Um guten Wuchs, Ertrag und gute Fruchtqualität zu erzeugen, ist Cox Orange auf einen gleichmäßigen Stoffwechsel angewiesen. Er benötigt dazu gesundes Gewebe und eine gleichmäßige Wasserversorgung und Ernährung. Kommt es zu Störungen, sind kleine oder aufgerissene Früchte bis hin zum Fruchtabfall oder ein schlechter Blattzustand die Folge. Der Apfel reagiert empfindlich auf alle Störungen in Boden, Klima oder Wasserversorgung. Er ist frostempfindlich, bevorzugt milde Sommer und reagiert mit Krankheiten auf Phasen längerer Trockenheit oder feuchtes Klima. Obwohl der Apfel eine gleichmäßige Wasserversorgung benötigt, reagiert er empfindlich auf langanhaltenden Regen bei niedrigen Temperaturen im Sommer.
Der Baum benötigt tiefgründige, ausreichend belüftete und nahrkräftige Böden mit hoher Wasserkapazität und -nachlieferung. Das bedeutet, dass er weder auf zu sandigen Böden gut wächst, da diese leicht austrocknen, noch auf lehmigen oder Tonböden, da diese nicht ausreichend belüftet sind. Wie alle Äpfel benötigt er möglichst viel Sonne. Der Baum gedeiht auch in hellem Halbschatten; die Früchte werden aber umso reichhaltiger und aromatischer, je mehr Sonne auf den Baum fällt.

### Krankheiten und Resistenzen
Der Baum ist überaus anfällig für Krankheiten und Schädlinge. Die Blätter sind oft von nekrotischen Punkten befallen. Bei Problemen mit Standort, Witterung oder Ernährung neigen die Blätter dazu, vorzeitig abzufallen. Der Apfel ist anfällig gegen die Stippe und Feuerbrand. Die Erstbeschreibung der Kragenfäule beim Apfel, verursacht durch Phytophthora cactorum, erfolgte 1939 an einem von ihr befallenen Cox Orange. Ist die Versorgung mit Wasser schlecht, entwickelt der Baum eine mehr als mittelmäßige Anfälligkeit für Obstbaumkrebs. Cox Orange ist mäßig anfällig für Schorf und Mehltau. Wenn schwach wachsende Unterlagen auf feuchten Böden stehen, kann es zu Cox′s Disease kommen, bei der frühzeitiger Laubausfall und geringe Produktivität zusammenkommen. Durch Viren kann sich Cox mit der Gummiholzkrankheit, Sternrissigkeit und durch Bakterien (Phytoplasmen) mit der Apfeltriebsucht infizieren.
Ein häufig vorkommender Parasit ist die Apfelblutlaus. Rehe, Hasen und Mäuse bevorzugen Rinde und Blätter des Cox Orange. Deswegen, und wegen der Anfälligkeit gegen diverse Krankheiten ist auch in den Hauptanbaugebieten die Lebensdauer einzelner Bäume nicht sehr hoch.

### Pflege
Bei Behandlung mit Pestiziden ist der Baum empfindlich gegen Kupfer und Schwefel.
Um eine zweijährige Fruchtfolge (Alternanz) zu verhindern und für ausreichendes Größenwachstum zu sorgen, ist regelmäßiges Beschneiden notwendig. Strenge Winterschnitte können allerdings zur Bildung von Wasserschossern beitragen, ungewollten blinden Trieben, die Richtung Himmel „schießen“, dafür Nährstoffe beanspruchen und Blüten und Früchte verschatten. Diese können aber im Sommer zurückgeschnitten werden. Aufgrund der Frostanfälligkeit ist es sinnvoll, den Winterschnitt erst nach der Gefahr später Fröste durchzuführen und frostharte Unterlagen zu verwenden. Die Ernte darf für besten Geschmack erst dann erfolgen, wenn der Apfel vollreif am Baum hängt. Dabei hängen Geschmack und Textur erheblich vom richtigen Erntezeitpunkt ab.

### Ertrag und Lagerung
Cox beginnt früh in seinem Leben mit der Erzeugung von Äpfeln. Der Ertrag beträgt aber nur etwa 50 % bis 60 % der Produktion von Golden Delicious, und nur unter optimalen Umständen kann er etwas höher liegen.
In Europa ist Cox Orange aus dem Frischluftlager im Oktober und November genussfähig, aus dem Kühllager bis in den Dezember, und aus dem CA-Lager bis in den März. Unter Idealbedingungen im CA-Lager ist Cox Orange bis zu 30 Wochen lagerfähig. Um diesen Zeitraum zu erreichen, müssen alle Schritte vor der Lagerung fehlerfrei durchgeführt worden sein. Im Lager selbst ist dann eine Temperatur von 3 bis 4,5 Grad Celsius erforderlich, die Raumluft muss 1 bis 3 % Sauerstoff und weniger als 1 % CO2 enthalten. Die Luftfeuchtigkeit sollte bei 90 bis 95 % liegen. Die Behandlung mit 2-Chlorethylphosphonsäure, die bei anderen Äpfeln zur früheren Reife führt, und damit das Risiko einer Krankheit vermindert, führt bei Cox Orange zu vorzeitiger Alterung im Lager.
Cox Orange zählt zu den schnell weich werdenden Apfelsorten und stellt deswegen besondere Anforderungen an das Lager. Dabei folgt auf eine Phase langsamer Erweichung eine Phase, in der dies schnell vor sich geht, bevor der Prozess sich stabilisiert und sich wieder langsam fortsetzt. Faktoren, die den Prozess beeinflussen, sind die Erntezeit, die Temperatur und die Zusammensetzung der Luft in der Lagerung. Je früher der Apfel geerntet wird, desto knackiger bleibt er in der Zeit der Lagerung. Der größte Effekt, den das CA-Lager auf den Apfel hat, liegt in der Zeit direkt nach der Ernte begründet, während der Apfel sich in der ersten Phase der Erweichung befindet.
Anfang des 20. Jahrhunderts galten 16 Wochen als maximale Lagerzeit, dafür musste der Apfel bei gleichen Temperaturen in normaler Raumluft gelagert werden.

### Mutanten
Durch die lange Zeit am Markt existieren mittlerweile hunderte Mutanten von Cox Orange mit einer gewissen Verbreitung. Der hauptsächliche Unterschied zwischen den einzelnen Mutanten ist die unterschiedliche Färbung. Einige sind selbstbefruchtend. Teilweise entstanden die Mutanten durch Bestrahlungsprogramme. Verbreitete Varianten, die durch Bestrahlung entstanden, sind EMLA 4, EMLA 7, EMLA 8 und EMLA 9 aus dem Vereinigten Königreich sowie Mutanten mit MPI-Nummern aus Deutschland. Die anderen verbreiteten Varianten entstanden durch zufällige Mutation und Auslese.
Insbesondere Queen Cox gelang es, sich zeitweise als eigene Sorte im Handel zu etablieren. Der virusfreie T12, entwickelt im Jahr 1975, ist im niederländischen Cox-Orange-Anbau die Standardvariante. Besonders reiche Erträge bieten die Mutanten 1/11 (auch: Schleswig-Holstein), Ley 36.72. T12. T21, EMLA 1, Queen Cox und Ottensen, während die Mutanten Kortegård und Kummer besonders niedrige Erträge liefern. Die Fruchtgrößen sind bei 1/11 und T 21 sehr gleichmäßig, bei EMLA 2 und Kortegård ungleichmäßig. Einzelne Früchte sind besonders groß an Ley 36.72. T 21 und Queen Cox. Besonders die Mutanten Ley 36.72, T 21 und Queen Cox zeichnen sich zusätzlich durch eine besonders ausgeprägte rote Färbung aus, während diese bei EMLA 1, EMLA 2, 1/11 und T 12 schwach ausgeprägt ist. Kortegård hat darüber hinaus eine hohe Neigung zur Berostung. International verbreitete Mutanten sind noch Cherry Cox, Cox Rouge des Flandres, Crimson Cox, Korallo Cox, Moje Cox, Hauschildt Cox, Clone 18, Cox la Vera und Flikweert.

## Verwendung und Inhaltsstoffe
Der Apfel belegt bei Geschmackstests regelmäßig erste Plätze und kann sich nur aufgrund seines Geschmacks noch unter den kommerziell angepflanzten Apfelsorten behaupten. Er ist zum Direktverzehr geeignet, ebenso wie zur Produktion von Apfel- und Apfelschaumwein. Beim Kochen und Backen behält er ein intensives Aroma. Zur Herstellung von Apfelsaft und Apfelmus wird er normalerweise mit anderen Sorten gemischt. Der Zuckergehalt beträgt 14 %, der mittlere Säuregehalt 7,1 Gramm/Liter.
Cox Orange ist ein hochallergener Apfel und damit für Apfelallergiker nicht geeignet. Anders als einige andere Apfelsorten löst Cox Orange aber kaum Kreuzallergien bei Pollenallergikern aus. Der Gehalt an Vitamin C ist mit 10 mg/100 g Frischfruchtmasse gegenüber anderen Apfelsorten leicht unterdurchschnittlich.

## Von Cox Orange abstammende Sorten
Cox Orange gehört mit mindestens 110 aus Cox Orange gezüchteten Sorten zu den fünf Sorten, von denen die meisten modernen Apfelsorten abstammen. Cox Orange hat vor allem mit seinem Aroma und seiner großen Empfindlichkeit schon lange Züchter angeregt, die versuchten ein ähnliches Aroma mit Äpfeln zu erzielen, die sich besser anbauen lassen. Besonders profilierten sich hier die Laxton Brothers, die Anfang des 20. Jahrhunderts zahlreiche Cox-Abkömmlinge auf den Markt brachten. Insbesondere ‘Laxtons Advance’, ‘Laxtons Epicure’ und ‘Laxtons Superb’ erinnert im Aroma an Cox. Von diesen wird im 21. Jahrhundert aber nur noch ‘Laxtons Superb’ kommerziell angebaut. Teilweise entwickelten die Äpfel ein eigenes, intensives Aroma wie der ‘Kidds Orange Red’, der in Europa aufgrund der kurzen Wachstumsperiode gar nicht erst zur Reife gelangt.

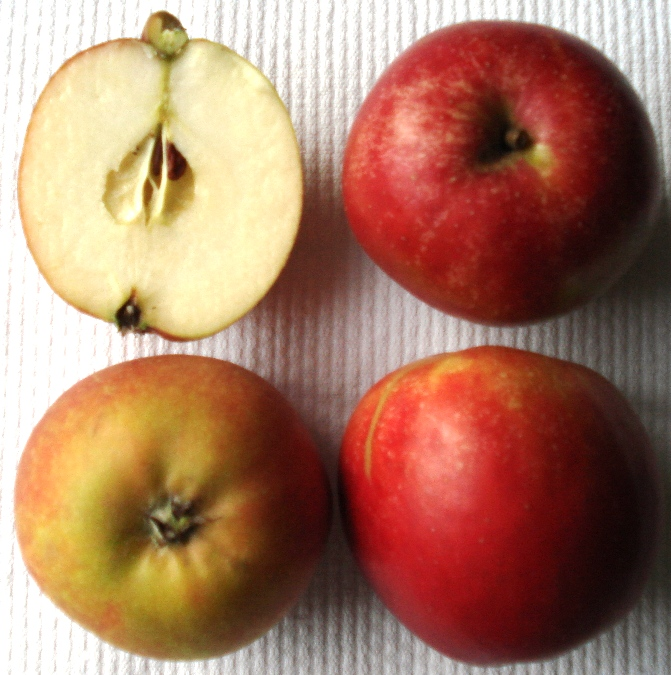
‘Holsteiner Cox’
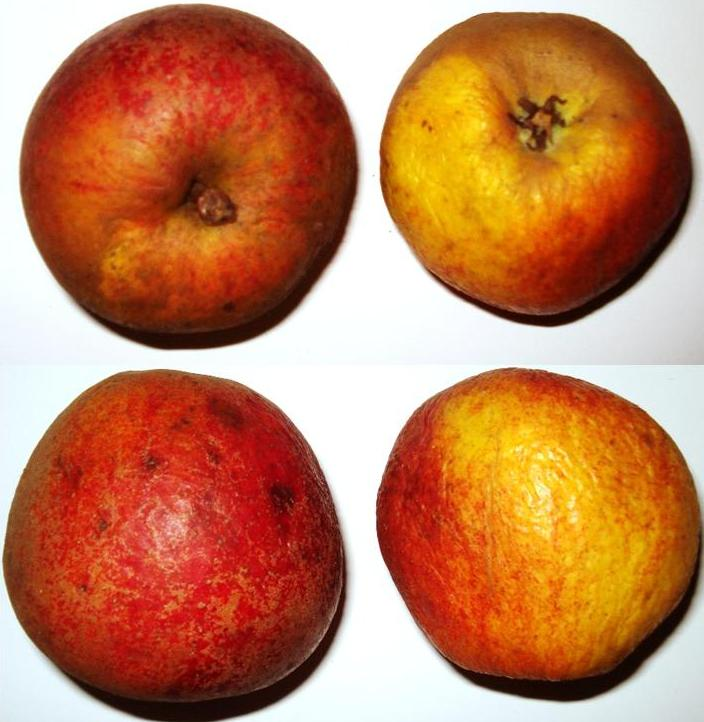
‘Karmijn de Sonnaville’
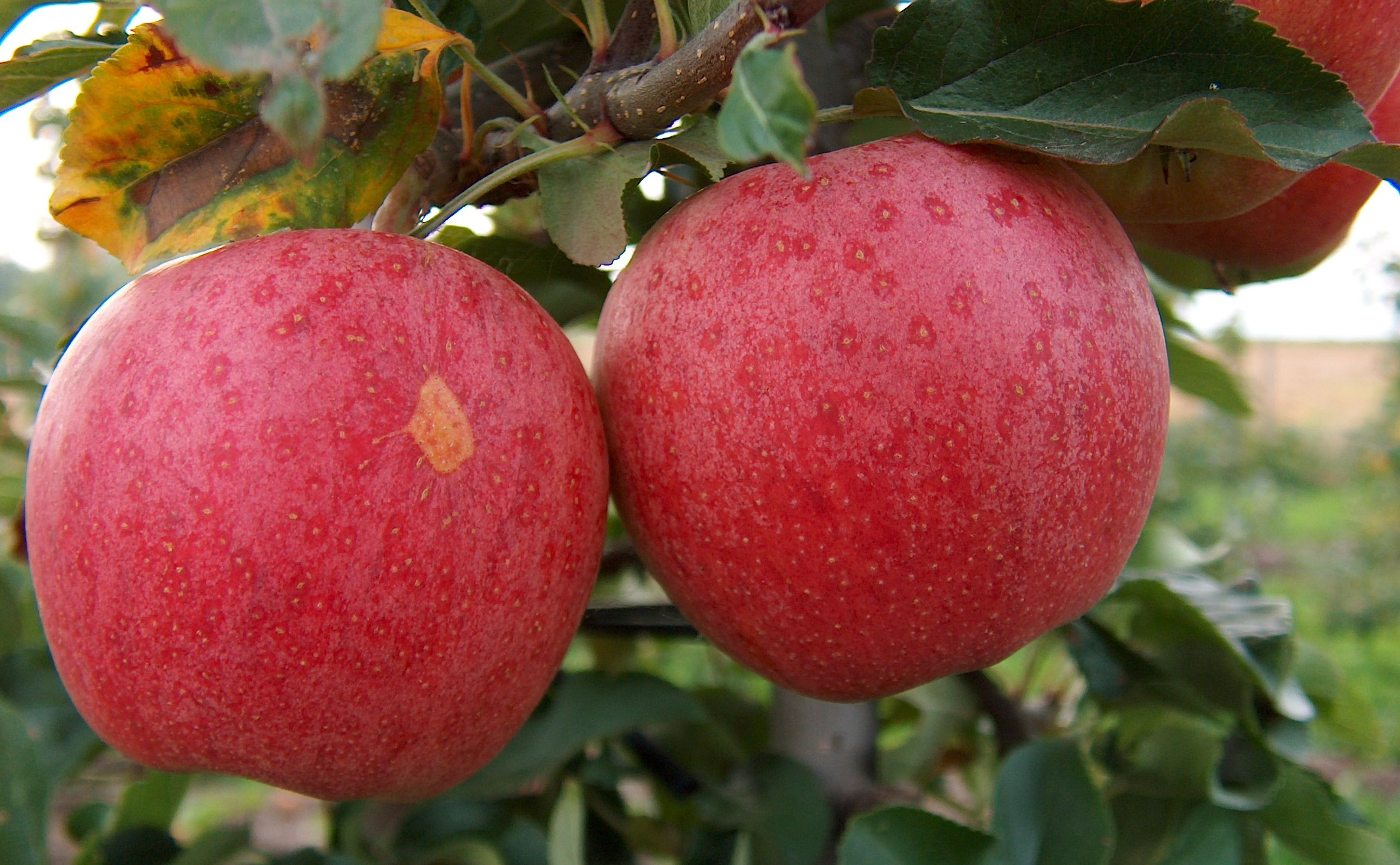
‘Gala’
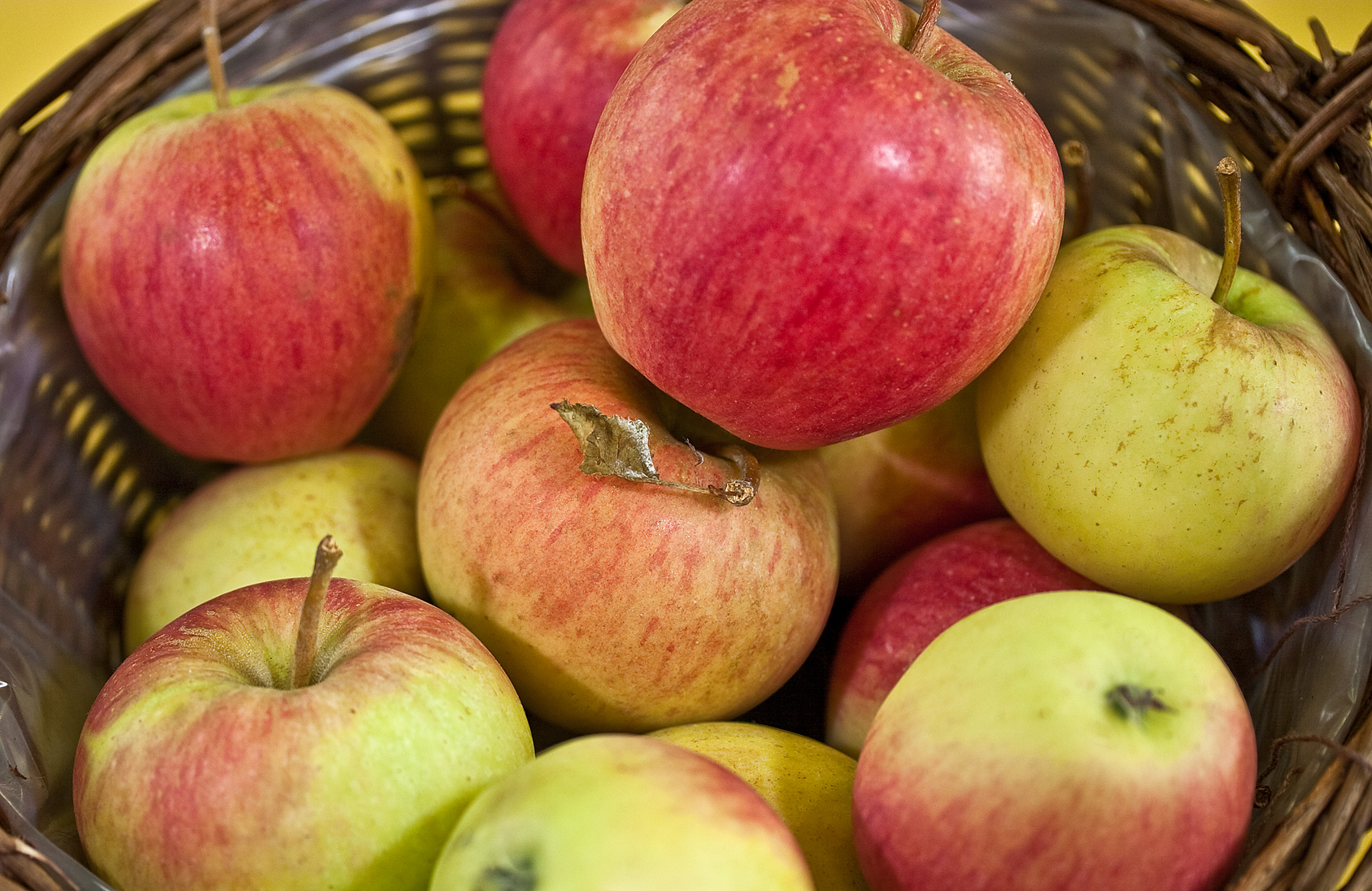
‘Pinova’
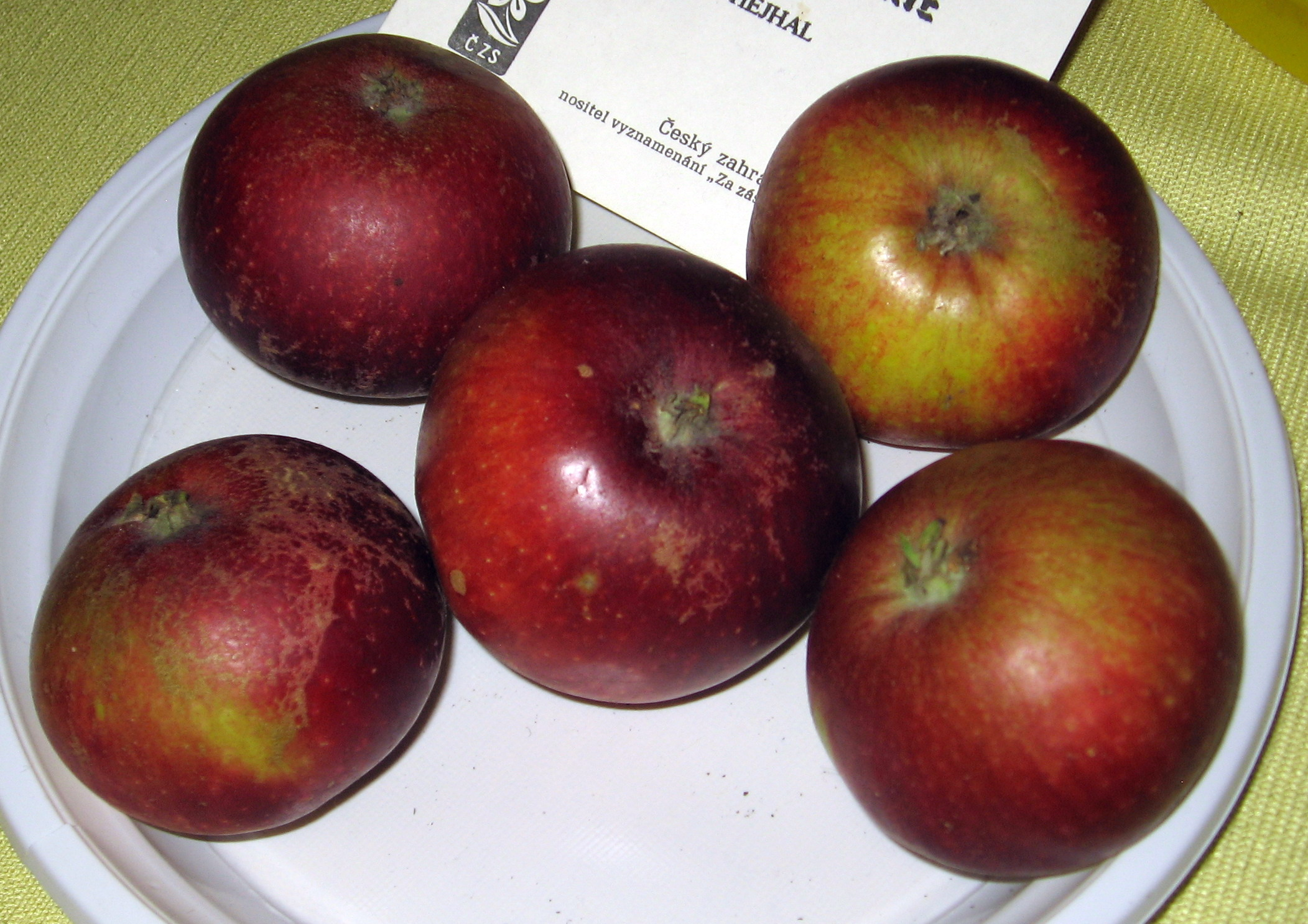
‘Ingrid Marie’
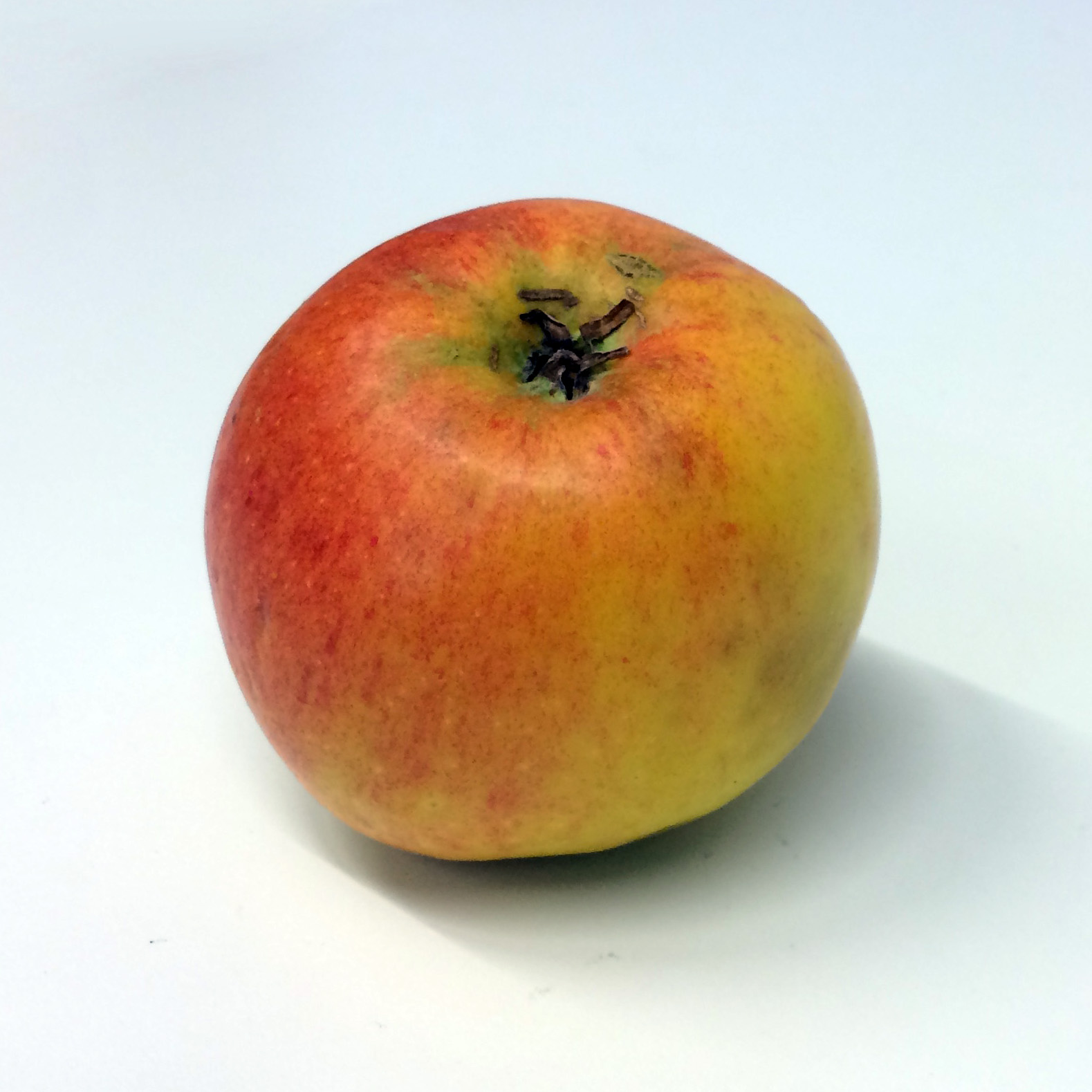
‘James Grieve’

Außerhalb Englands versuchten zahlreiche Züchter Cox-Abkömmlinge zu züchten, die auch in harscherem Klima wuchsen. So züchteten Forscher am Kaiser-Wilhelm-Institut für Züchtungsforschung in Müncheberg bei Frankfurt/Oder die Sorte ‘Alkmene’, in Tschechien entstand ‘Shampion’, in der Schweiz ‘Rubinette’. In Neuseeland, das längere Wachstumsperioden hat, kreuzten Züchter Cox Orange mit ‘Red Delicious’. Daraus entstand ‘Kidds Orange Red’, der Vater von ‘Gala’, einer der global wichtigsten Apfelsorten im frühen 21. Jahrhundert. Zu den direkten Abkömmlingen mit weiter Verbreitung von Cox zählen auch ‘Holsteiner Cox’ und ‘Fiesta’. Einige Sorten wie ‘Holsteiner Cox’, ‘Suntan’ oder ‘Tydemans Late Orange’ erinnern in ihrem herben Geschmack dabei wieder mehr an die Cox-Mutter Ribston Pepping als an Cox selber. Besonders errangen aber Cultivare weltweite Bedeutung, die Enkel von Cox Orange sind. Diese übertreffen Cox an weltweiter Verbreitung. Neben Cox selber sind die ‘Ingrid-Marie’-‘Golden-Delicious’-Kreuzung ‘Elstar’ und der ‘Kidd’s-Orange-Red’-Abkömmling ‘Gala’, der weltweit erfolgreichsten Apfel aus der Cox-Familie. Die in Deutschland verbreitete Sorte ‘Pinova’ ist ein Abkömmling des Cox-Abkömmlings ‘Clivia’.